# Créoles à base lexicale portugaise
Les créoles portugais sont des langues créoles dont la base lexicale est principalement la langue portugaise.

## Classification
Les créoles portugais sont généralement classés selon un critère géographique :
- Créoles de Haute-Guinée:
  - Créole du Cap-Vert ou crioulo, au Cap-Vert
  - Créole ou crioulo de Guinée-Bissau et de Casamance, en Guinée-Bissau et en Casamance, région du sud du Sénégal
- Créoles du Golfe de Guinée
  - Fá d'Ambô, dans l’île d'Annobón en Guinée équatoriale
  - Angolar, à Sao Tomé-et-Principe
  - Forro, à Sao Tomé-et-Principe
  - Principense, à Sao Tomé-et-Principe
  - Pidgin nigérian, au Nigéria
- Créoles indo-portugais
  - Créoles d’Inde, au Bengale, à Bombay, Cochin et Vaipim, Coromandel, Daman (appelé Língua de casa, langue de la maison), Diu (appelé Língua dos velhos, langue des anciens), Korlai (appelé Kristi, chrétien (en)), Quilom, Tellicherry
  - Créoles du Sri Lanka, à Mannar, Puttalam, Tricomalee et Batticaloa
- Créoles malaïo-portugais
  - Papia kristang (parler chrétien) de Malaisie, à Kuala Lumpur, Malacca, Singapour
  - Portugis (en) d'Indonésie, à Amboine, Florès, Java, Macassar, Ternate
  - Portugais de Bidau (en), à Timor
  - Malais de Manado
- Créoles sino-portugais
  - Patuá macaense de Hong Kong et Macao
- En Amérique
  - Papiamento, à Aruba, Bonaire et Curaçao (créole de base portugaise avec forte influence lexicale espagnole)
  - Saramaccan, au Suriname et en Guyane française (créole de base anglaise avec forte influence lexicale portugaise)
  - Paramaca, au Suriname et en Guyane française (créole de base anglaise avec forte influence lexicale portugaise)

## Codification
- Code de langue IETF : cpp